# Джефф Дункан
Джеффрі Даррен «Джефф» Дункан (англ. Jeffrey Darren "Jeff" Duncan; нар. 7 січня 1966, Грінвілл, Південна Кароліна) — американський політик-республіканець. З 2011 р. він представляє 3-й округ штату Південна Кароліна у Палаті представників США.
У 1988 р. він закінчив Університет Клемсона. Дункан працював у банківському секторі і у сфері нерухомості, був генеральним директором родинної компанії J. Duncan Associates, яка працює у сфері нерухомості. З 2003 по 2010 рр. він був членом Палати представників Південної Кароліни.
Одружений, має трьох синів.